# Pistolet maszynowy Star S 135
Pistolet maszynowy Star S 135 – hiszpański pistolet maszynowy z okresu międzywojennego.
W konstrukcji S 135 zastosowano kilka nietypowych rozwiązań. Np. po opróżnieniu magazynka zamek pozostawał zablokowany w położeniu otwartym. Ciekawą cechą była też możliwość wybrania szybkostrzelności: 300 lub 700 strz./min.
Pistolet maszynowy S 135 zasilany był z magazynków o pojemności 10, 20, 30 lub 40 nab. Zastosowano amunicję 9 × 23 mm.
Pistolet nie przyjął się z uwagi na skomplikowaną produkcję.